# Preskok (gimnastika)
Preskok (angleško: Vault) je eno izmed orodij pri športni gimnastiki. Na njem tekmujejo ženske in moški. Angleška kratica za preskok je VT.

## Izvedba vaje na preskoku
Na vaji na preskoku gimnastičar/gimnastičarka zateče po stezi, se pred preskokom odrine od odskočne deske in skoči čez preskok, pri čemer izvede že vnaprej določen skok.

## Razvijanje preskoka
Preskok je dokaj novo gimnastično orodje, saj so prvotno tekmovali na preskoku čez konja, na katerem so začeli tekmovati leta 1896 najprej v moški športni gimnastiki, leta 2000 na olimpijskih igrah pa ga je zamenjal Preskok.